# Ya no me siento a gusto en este mundo
Ya no me siento a gusto en este mundo (título en inglés: I Don't Feel at Home in This World Anymore) es una película estadounidense de comedia policíaca y suspense escrita y dirigida por Macon Blair en su debut en la dirección, protagonizada por Melanie Lynskey, Elijah Wood, David Yow, Jane Levy y Devon Graye. Fue estrenada mundialmente en el Festival de Cine de Sundance el 19 de enero de 2017 y  vía streaming el 24 de febrero de 2017 por Netflix.

## Reparto
- Melanie Lynskey como Ruth Kimke.
- Elijah Wood como Tony.
- David Yow como Marshall.
- Jane Levy como Dez.
- Devon Graye como Christine.
- Christine Woods como Meredith.
- Robert Longstreet como Chris Rumack.
- Gary Anthony Williams como Detective William Bendix.
- Lee Eddy como Angie.
- Derek Mears como Donkey.
- Jason Manuel Olazabal como Cesar.
- Matt Orduna como Dan.
- Michelle Moreno como Jana Huff.

## Producción
En abril de 2016 se anunció que Melanie Lynskey y Elijah Wood fueron incluidos al reparto, con Macon Blair escribiendo y dirigiendo el film.

### Rodaje
La fotografía principal comenzó en abril de 2016 en Portland, Oregón.

## Estreno
El filme fue estrenado mundialmente en el Festival de Cine de Sundance el 19 de enero de 2017 y más tarde estrenado en Netflix, el 24 de febrero de 2017.